# Joseph Jaquet (sculpteur)
Pour les articles homonymes, voir Joseph Jaquet et Jaquet.
Joseph Jaquet est un sculpteur belge né à Anvers le 30 janvier 1822 et mort à Schaerbeek le 9 juin 1898.
Il fut un des maîtres de Charles Samuel.
Il est l'auteur du remplacement à l'identique de la statue de Charles de Lorraine au sommet de la Maison des Brasseurs à la Grand-Place de Bruxelles (1854).
En 1878 il réalise à la suite d'une commande de la commune de Philippeville (province de Namur, Belgique) une statue de la reine Louise d'Orléans (1812-1850), première reine des belges. 

## Honneurs
- La commune de Schaerbeek a donné son nom à une rue.
- Chevalier de l'ordre de Léopold (Belgique, Arrêté royal du 2 décembre 1854)[2].